# Soły (stacja kolejowa)
Soły (biał. Солы, ros. Солы) – stacja kolejowa w miejscowości Soły, w rejonie smorgońskim, w obwodzie grodzieńskim, na Białorusi. Leży na linii Mińsk – Wilno.
Stacja powstała w XIX w. na trasie Kolei Lipawsko-Romieńskiej pomiędzy stacjami Słobódka a Smorgonie. W dwudziestoleciu międzywojennym stacja leżała w Polsce.
Obok stacji powstało osiedle kolejowe, w 1931 w 5 domach zamieszkiwało 40 osób.